# Manicaragua
Manicaragua – miasto na Kubie, w prowincji Villa Clara. W 2004 r. miasto to zamieszkiwało 73 370 osób.